# Las Raíces (El Rosario)
Las Raíces es un paraje situado en el municipio de El Rosario, en la isla de Tenerife (España). Se encuentra en un bosque de eucaliptos y pinos canarios del Monte de la Esperanza, en el interior del Paisaje protegido de Las Lagunetas. Fue el escenario de una reunión entre los principales mandos militares de Tenerife y el general Franco, entonces comandante general de Canarias, el 17 de junio de 1936, con el objeto de poner a punto los planes para la inminente sublevación. La reunión fue registrada por el fotógrafo Adalberto Benítez, autor de una toma que constituye la imagen del evento. Su simbolismo en la preparación de la sublevación fue la razón por la que el paraje fue declarado conjunto histórico en 1964. En 1956 se construyó un monumento conmemorativo que estuvo en pie hasta 2015, cuando fue derribado por el Cabildo Insular de Tenerife, al considerarlo contrario a lo dispuesto en la Ley de Memoria Histórica.
La iniciativa de construir un hito conmemorativo partió en 1952 del entonces gobernador civil de Santa Cruz de Tenerife, Andrés Marín Martín. Ya en 1956 la prensa dio la noticia de la erección de un monumento en honor del jefe del Estado, Francisco Franco, "en el histórico paraje de Las Raíces, situado en el monte de la Esperanza". La inauguración oficial, en un acto organizado por la Hermandad Nacional de Alféreces Provinciales, tuvo lugar el 5 de octubre de 1958 (la inauguración se había retrasado para poder ser llevada a cabo por los alféreces provisionales, no constituidos hasta junio de ese año en una asociación de carácter estatal). Se trataba de un monolito situado en el centro de una placeta circular empedrada limitada por un pequeño muro de mampostería. Se accedía a la plazoleta mediante una escalinata. En el monolito aparecía la inscripción «Franco, Caudillo de España», un escudo del Ejército y alegorías de la reunión celebrada en 1936. Presidieron la inauguración "del monumento conmemorativo de la reunión precursora del Movimiento Nacional" el gobernador civil, Santiago Galindo; el capitán general de Canarias, el teniente general López Valencia; y el obispo de San Cristóbal de La Laguna Domingo Pérez Cáceres, que bendijo el monumento. El NO-DO dio cuenta del acto. Mediante un decreto del 23 de diciembre de 1964, el paraje fue declarado conjunto histórico (si bien sin incluir ningún tipo de delimitación). De acuerdo con el decreto de declaración:

El lugar [...] donde tuvo lugar el diecisiete de junio de mil novecientos treinta y seis una trascendental reunión de su guarnición militar, tiene una perdurable significación histórica para nuestra Patria, ya que allí se gestó e inició la Cruzada de Liberación. que puede ser considerada como la raíz misma de esta paz española que ahora cumplió sus veinticinco años.

Su belleza y las incomparables perspectivas de sus exuberantes pinares, unidas a su singular recuerdo histórico, obligan a adoptar las medidas pertinentes en evitación de su destrucción.

Durante las décadas de 1960 y 1970, el paraje fue el centro de las conmemoraciones en Tenerife del levantamiento militar de julio de 1936. Tras el fin de la dictadura, el lugar cayó en el olvido y el monumento fue objeto de frecuentes vandalismos.
Con la aprobación de la Ley de Patrimonio Histórico Español de 1985, los conjuntos históricos recibieron la calificación de bien de interés cultural, con la categoría de conjunto histórico. Paulatinamente, las competencias sobre estas figuras fueron transferidas a las comunidades autónomas. Desde la aprobación de la Ley de Patrimonio Histórico de Canarias de 1999, las competencias fueron asumidas por los cabildos insulares. En septiembre de 2004, los grupos municipales del Ayuntamiento de El Rosario acordaron solicitar al Cabildo Insular de Tenerife la retirada del monumento, atendiendo a una petición del teniente general jefe del Mando de Canarias, para que fuese trasladado al Museo Militar Regional de Canarias (actualmente denominado Museo Histórico Militar, en el Fuerte de Almeyda, en Santa Cruz de Tenerife). En octubre, el Cabildo Insular de Tenerife respondió rechazando el traslado, modificando la categoría del bien de interés cultural, que sería desde entonces la de sitio histórico, y fijando un entorno de protección de 50 metros de radio en torno al monumento.
En noviembre de 2008, tras la aprobación de la Ley de Memoria Histórica, el Cabildo Insular de Tenerife aprobó, con el voto unánime de todos los partidos políticos, una propuesta para, "dado que en Las Raíces se produjo un acontecimiento aciago y triste, pero de indudable trascendencia para el devenir de la historia contemporánea", anular su declaración como bien de interés cultural, retirar el monumento (situando en su lugar "una mención de los hechos históricos allí acaecidos, sin exaltación alguna de ninguno de los enfrentados") y para proponer el traslado del monumento al Museo Histórico Militar de Canarias. La propuesta fue promovida por el PSOE, que se encontraba en la oposición, y consensuada con los partidos del gobierno del cabildo: Partido Popular (PP) y Coalición Canaria (CC). La motivación aducida fue el cumplimiento de la Ley de Memoria Histórica y el "lamentable estado" de abandono, lo que se traducía en un deterioro estético y visual del paraje. También se consideró la posibilidad de erigir en el mismo lugar un monumento que conmemorase el trigésimo aniversario de las primeras elecciones a cabildos insulares y ayuntamientos tras la muerte de Franco, en 1979, de forma que fuese inaugurado al año siguiente. Ninguna de las medidas se llevó a cabo. Tampoco hubo ningún cambio a partir de 2011, cuando el PSOE sustituyó al PP como socio de gobierno de Coalición Canaria en el cabildo, según se explicó, debido a la falta de fondos. No fue hasta el 8 de agosto de 2015, de nuevo con PSOE y CC como equipo de gobierno del cabildo insular, que el socialista José Antonio Valbuena, vicepresidente del cabildo y consejero insular de Medio Ambiente, que había sido el portavoz del grupo socialista en el cabildo en 2008, anunció la retirada del monumento y su sustitución por un parque que recordara los hechos históricos allí acaecidos, sin exaltación de ninguno de los bandos. Expresó que se trataba de una de sus prioridades como consejero insular y pidió disculpas porque la anterior consejera, también del PSOE, no hubiese ejecutado el acuerdo de 2008. En palabras del consejero, se trataba "de cumplir con un acuerdo unánime del Pleno del Cabildo de hace unos años que, por diferentes motivos, no se ha podido realizar". Días después precisó que el monumento sería derribado en un plazo máximo de dos meses y sus restos tratados como residuos. La posibilidad de trasladarlo al Museo Histórico Militar se descartó alegando que no había "ningún tipo de vinculación entre lo que es el Ministerio de Defensa y el monolito" y que este carecía de "valor militar". El 17 de septiembre, el Cabildo Insular comenzó el proceso para que el paraje dejase de ser bien de interés cultural, el 20 de noviembre se anunció el inicio de un periodo de alegaciones en relación con la desafectación de Las Raíces como bien de interés cultural y el 26 del mismo mes el monumento fue finalmente derribado. Valbuena declaró que el 24 de noviembre la Comisión Insular de Patrimonio Histórico había autorizado el derribo al considerar que el monolito carecía de valor artístico o patrimonial y que el bien de interés cultural "era Las Raíces. En ningún lado hablaba del monolito en sí".
La Fundación Nacional Francisco Franco presentó un recurso contra la decisión de derribar el monumento sin haber acabado el plazo establecido para la presentación de alegaciones sobre la desafección de Las Raíces como bien de interés cultural. En su recurso, reclamaba que el monumento fuese reconstruido y retornado a su estado original.